# Sznobság
A sznobság, sznobizmus vagy sznobéria történelmileg elsődleges, szociológiai jelentését tekintve a felsőbb társadalmi körök életmódjának mímelése, utánzása alacsonyabb rétegekben a társadalmi előrejutás vagy megbecsültség reményében. Átvitt és napjainkban szélesebb körben használt jelentésében egyfajta szellemi és ízlésbeli, társasági viselkedési minta. Az ezt követő egyének érintkezéseik során a magasabb szellemi élet (képzőművészet, irodalom stb.) kevésbé közismert jelenségeit hangoztatva kifinomultaknak és művelteknek kívánják magukat feltüntetni, vagy éppen saját tapasztalatok híján pusztán elvi frázisok és a kordivat alapján minősítenek kulturális jelenségeket és produktumokat (pl. „a mai magyar könnyűzene vacak, mert...”, „a 19. századi irodalom még az alapvető emberi értékeket tükrözte”).

## Társadalmi sznobság
A sznob angol eredetű szó, legkorábban 1781-ből adatolható, de még a maitól eltérő jelentésben (’suszter, varga’, a 18. század végén ’polgárember’). A maihoz közel álló, ’felsőbb osztályokat majmoló személy’ jelentéssel az angol szó 1843-ban bukkant fel először. Széles körben való elterjedését hagyományosan William Makepeace Thackeray 1848-ban írt, Book of snobs (Sznobok könyve) című regényének tulajdonítják. A népszerű népetimológia szerint a „sine nobilitate” azaz „nemességgel nem rendelkező” kifejezés volt a sznob szó alapja, noha erre nincsenek egyértelmű bizonyítékaink.
Azonban ténylegesen az olyan embereket illették e szóval, akik nem voltak nemesek vagy nem tartoztak valamely elit társadalmi körhöz, mégis valamely rájuk jellemző attitűd felvételével hozzájuk tartozóknak akartak tűnni. A viktoriánus kor végi brit értelmiségi középosztály a társadalmi előrelépés jegyében tudatosan hódolt a sznobizmusnak, és vette át a felsőbb társadalmi rétegek életmódjának egyes elemeit: kertvárosokba költöztek, státusszimbólumokat vásároltak maguknak (pl. automobilt), jótékonysági gyűjtéseket szerveztek iskolaalapításra stb. A sznobizmusnak ez a jelentése, társadalmi értelmezése indult el világhódító útjára és került be a legtöbb nyelv szókészletébe. A magyar nyelvben első adatolt megjelenése a Magyar lexikon 1884-ben megjelent kötetéhez fűződik, amelynek értelmezésében a „snob […] ki urat akar játszani”.
A sznobságot valaki magára is öltheti, mintegy beleélve magát abba, hogy ő is egy bizonyos csoportba tartozik. Ez a fajta sznob ember olyan réteg stílusjegyeit, világnézetét, életstílusát veszi fel, ahova valójában még nem tartozik, és talán soha nem is fog. Ilyen az álintellektuális vagy az álgazdag ember.
A sznobizmus gyakori kísérő jelensége a konzumizmus, amikor a fogyasztás elsődleges prioritásának, szempontjának az aktuális divatot tekintik a hasznossággal vagy szükségességgel szemben.

## Szellemi sznobság
A sznobizmus mint társadalmi jelenség idővel a szellemi élet különböző területein is megjelent. Az 1962-ben kiadott A magyar nyelv értelmező szótára ezt már a szó elsődleges jelentésének tartotta, sznobként határozta meg a „szellemi élet kiválóságait utánzó, hozzájuk dörgölődző és kifinomultnak, nagyon műveltnek látszani akaró” személyt. Az irodalmi sznobizmus ennek megfelelően az a jelenség, amikor valaki irodalmi jártasság, pláne szakértelem nélkül az irodalmi divathoz igazodva dicsőít és közvetít irodalmi értékeket, műveket és életműveket anélkül, hogy azok valódi értékét értené, netán megtapasztalta (elolvasta) volna. Nem megélt irodalomszeretet, hanem puszta, üres visszhangzása mástól származó irodalmi értékítéleteknek. Tipikus példái, amikor valaki kategorikusan csak az új irodalmi alkotásokban lát értéket, vagy éppen ellenkezőleg, kizárólag a hagyományos, klasszikussá kanonizált irodalmat tekinti értékesnek. Gyergyai Albert megfogalmazásában a sznobság mögött a kitűnni akarás, a különbbé válás vágya áll, és ez eleve meghatározza az irodalmi sznob viszonyulásait: nem a mainstreammel megy, hanem olyan irodalmi példákat választ rajongása tárgyául, amelyeket szűkebb réteg ismer. Ebből a szempontból gyakoribb az új irodalmi alkotások sznob imádata, hiszen elég egy éppen csak felbukkanó cím vagy irodalmár említése pár mondatban, hogy ezek közvetítésével a sznob magára irányíthassa a figyelmet. Amennyiben az alkotás vagy alkotó az irodalmi divat részévé válik, és rajongói tábora kiszélesedik, a sznob elveszítheti érdeklődését.
Hasonló jelenség a nyelvi sznobizmus, amelynek számos válfaja ismert: a nyelvhasználó túlhasználattal kiüresít vagy finomkodó töltelék kifejezésekké zülleszt egyébként érvényes nyelvi formulákat (lényegében, voltaképpen, nem igazán stb.); rokon értelmű szavak közül az előkelőbb regiszterbe tartozókat részesíti előnyben (disznó helyett sertés, krumpli helyett burgonya, paprikás krumpli helyett serpenyős rostélyos); a magyarban is létező idegen szavakat eredeti, a magyar számára idegen kiejtésének és intonálásának megfelelően használja, például „Húsz frankért vettem” helyett „Húsz franc-ért [nazális fʁɑ̃] vettem”; létező és közismert magyar szavak helyett azok idegen, nemzetközi változatának túlhajtott használatát részesíti előnyben; stb.